# أبو الفضل الميداني
أبو الفضل أحمد بن محمد الميداني (000 - 518 هـ = 000 - 1124 م) أحد الأدباء المتميزين في القرن الخامس الهجري. ولد الميداني ونشأ وتوفي في نيسابور ونسبته إلى (ميدان زياد) محلة فيها. ومن كتبه مجمع الأمثال و «نزهة الطرف في علم الصرف» و «السامي في الأسامي» في اللغة، و «الهادي للشادي» في نحو و «شرح المفضليات».

## مولده
لا يوجد في كتب تراجم الرّجال ما يحدّد تاريخ ولادة الإمام أبو الفضل النّيسابوريّ، ولذلك يصعب تحديد عصور ملوك السّلاجقة الذّين كان يعيش في حكمهم، ولكن يذكر في بعض الكتب أنّه عاش فترة من الزّمن في عصر الملك عضد الدّين أبي شجاع ألب أرسلان، الذّي حكم من عام 455 إلى 465 من الهجرة وتؤكّد بعض الكتب أنّه عاش في عصر ملكشاه الأوّل الّذي حكم من سنة 465 إلى 487 من الهجرة حتّى عصر معز الدّين أبو الحارث سنجر الّذي عاش فيه ما يقرب من السّبع أعوام فيكون بذلك، قد عاش في عهد معظم الحكام السّلاجقة الكبار.

## تلاميذه
تتلمذ على يد الشّيخ الميدانيّ الكثير من طلّاب العلم الّذين سمعوا منه وأجاز لهم وانتفعوا بعلمه ومنهم:
- ابنه الإمام سعيد بن أحمد الميدانيّ.
- الإمام أحمد بن عليّ بن أبي صالح البيهقيّ المشهور بأبي جعفر.

## شيوخه
- لقد أخذ الإمام النّيسابوريّ العلم على يد كثير من الشّيوخ في عصره نذكر منهم ما يلي:
  - الإمام علي بن أحمد الواحدي.
  - الإمام يعقوب بن أحمد النّيسابوريّ.[3]

## قيل عنه
- - الإمام أبو الحسن البيهقيّ في "وِشاح الدُّمْيَةِ": الإمامُ، أستاذُنا، أبو الفضل أحمد بن محمد بن أحمد الميدانيّ، قد صاحَبَ الفضلَ في أيّامٍ نَفِدَ زادُه، وفني عَتَادُه، وذهبت عُدَّتهُ، وبطلت أُهْبَتُهُ، فقوَّمَ سِنادَ العلوم بعد ما غيَّرتها الأيّامُ بصُرُوفِها، ووضع أناملَ الأفاضلِ على خُطُوطِها وحُرُوفِها، ولم يخلقِ الله تعالى فاضلًا في عَهْده إلا وهو في مائدة آدابه ضَيْف، وله بين بابِهِ وداره شتاءٌ وصَيْف، وما على مَنْ عام لُجَجَ البحرِ الخِضَمّ واسْتَنْزَف الدُّررَ ظُلْمٌ وحَيْف، وكان هذا الإمامُ يأكُلُ من كَسْب يَدِه.  وجاء في كتاب "ضالّة الأديب من الصّحاح والتّهذيب" لمحمد بن أبي المعالي بن الحسن الخواريّ يتحدّث عن الميدانيّ يقول: "سمعتُ غيرَ مرَّةٍ من كتَّابِ أصحابه : لويقولون كان للذّكاءِ والشّهامةِ والفضلِ صورةٌ لكان الميدانيُّ تلك الصّورةَ، ومَنْ تأملَ كلامَه واقتفى أثره علمَ صدْقَ دعواهم".  وقال ابن خلكان في "وفَيَات الأعيان": "... كان أديبًا فاضلًا، عارفًا باللّغة، اختصَّ بصحبة أبي الحسن الواحدي صاحب التّفسير، ثمّ قرأ على غيره، وأتْقَنَ فنَّ العربيّة خصوصًا اللّغة وأمثال العرب، وله فيها التّصانيف المفيدة، منها كتاب الأمثال المنسوب إليه، ولم يُعلَم مثلُه في بابه، وكتاب "السّامي، في الأسامي" وهو جيِّد في بابه، وكان قد سمع الحديثَ ورَوَاه"[2]

## مؤلفاته
- - 1. الأنموذج في النّحو.  2. الهادي للشّادي في الإعراب في ثلاثة أجزاء (أسماء، أفعال، حروف).  3. النّحو المَيْدَانيّ.  4.  نزهة الطَّرْف في علم الصَّرْف.  5. شرح المفضليّات.  6. مُنْيَة الرّاضي برسائل القاضي.  ومن كتبه السّامية العالية: السّامي في الأسامي، وهو قاموس عربي فارسىّ لمصطلحات عامّة وكلمات، قال عنه ابن خلكان: "وأتْقَنَ فنَّ العربيّة خصوصا اللّغة وأمثال العرب، وله فيها التّصانيف المفيدة، منها كتاب الأمثال المنسوب إليه، ولم يعلم مثله في بابه، وكتاب "السّامي، في الأسامي" وهو جيّد في بابه"[3]

## وفاته
- - توفّي يوم الأربعاء الخامس والعشرين من شهر رمضان سنة ثماني عشرة وخمسمائة بنيسابور، ودفن على باب ميدان زياد.[4]